# Hormony zwierzęce
Hormony (od stgr. ὁρμάω hormao – rzucam się naprzód, pędzę) – związki chemiczne wydzielane przez gruczoły lub tkanki układu hormonalnego. Funkcją hormonów jest regulacja czynności i modyfikacja cech strukturalnych tkanek leżących w pobliżu miejsca jego wydzielania lub oddalonych, do których dociera poprzez krew (wyjątkiem są tzw. hormony lokalne). Istnieją także takie hormony, które wywierają wpływ na funkcjonowanie wszystkich tkanek organizmu.
Gałąź medycyny zajmująca się schorzeniami układu hormonalnego to endokrynologia.
Hormony są wydzielane do krwi lub limfy organizmów przez pewne gruczoły, które z tego względu bywają określane mianem dokrewnych, a układ hormonalny – układem dokrewnym.

## Odkrycie i nadanie nazwy
Pierwszym hormonem wyizolowanym z organizmu i otrzymanym w stanie krystalicznym była adrenalina, której odkrywcą jest krakowski fizjolog Napoleon Cybulski. Uzyskał ją w roku 1901 japoński naukowiec Jokichi Takamine. Trzy lata po wyizolowaniu adrenaliny niemiecki aptekarz Friedrich Stolz zsyntetyzował ją na drodze chemicznej. Wydarzenie to było początkiem odkryć kolejnych hormonów, ich syntezy oraz produkcji związków niewystępujących naturalnie w organizmie, ale działających podobnie do hormonów. Odkrycia te były przełomowe dla rozwoju wiedzy o przyczynach i przebiegu chorób wewnętrznych i pozwoliło na ich skuteczne leczenie.
Nazwę hormony dla produktów gruczołów wydzielania wewnętrznego po raz pierwszy zastosował angielski fizjolog Ernest Starling, w 1905 roku.

## Działanie hormonów
Ogólnie działanie hormonów polega na aktywacji lub dezaktywacji pewnych mechanizmów komórkowych w tkankach docelowych (narządach docelowych). Na przykład insulina tak wpływa na komórki, że aktywuje mechanizmy pobierania glukozy, co powoduje spadek stężenia glukozy we krwi. Aktywacja lub dezaktywacja odbywa się przez łączenie ze specyficznymi błonowymi lub wewnątrzkomórkowymi receptorami.
Wiele hormonów ma działanie wzajemnie antagonistyczne – np. insulina i glukagon. Insulina powoduje spadek stężenia glukozy we krwi, a glukagon wzrost jej stężenia.

### Hormony tropowe
Wśród hormonów można wyróżnić grupę, której zadaniem jest regulacja czynności innych hormonów. Na przykład hormon tyreotropowy (TSH) wydzielany przez przedni płat przysadki mózgowej wpływa na zwiększenie wydzielania hormonów tarczycowych – tyroksyny, a także trójjodotyroniny. Poza tym TSH wpływa na zwiększenie ukrwienia gruczołu tarczowego, a także taką przebudowę strukturalną pęcherzyków tarczycowych, która pozwala sprostać wymogom zwiększonej czynności hormonalnej. Tę grupę nadrzędnych "nadzorców" nad innymi gruczołami dokrewnymi nazywamy hormonami tropowymi.
Nad hormonami tropowymi kontrolę sprawuje wyższe piętro nadzoru. Znajduje się ono w części mózgu nazywanej podwzgórzem. Podwzgórze produkuje hormony uwalniające i hamujące, które wpływają na wzrost lub spadek wydzielania hormonów tropowych produkowanych przez przysadkę. I tak, istnieje tyreoliberyna powodująca uwalnianie (zwiększenie wydzielania) hormonu tropowego – TSH (hormon tyreotropowy), a także somatostatyna, która zmniejsza wydzielanie hormonu wzrostu przez komórki przysadki mózgowej.

### Mechanizm uwalniania
Ogólnym mechanizmem działającym w obrębie układu hormonalnego jest ujemne sprzężenie zwrotne. Produkt wydzielany przez dany gruczoł dokrewny, np. tarczycę – czyli tyroksyna (T4) (a także bezpośrednio trójjodotyronina), wpływa hamująco na gruczoł dokrewny nadzorczy czyli przysadkę mózgową. Powoduje to spadek wydzielania TSH przez przysadkę i z kolei hormonów tarczycy. Spadek nie może przekroczyć pewnej określonej granicy, gdyż wówczas ujemny wpływ maleje, co pozwala na ponowne produkowanie większych ilości TSH. Jest to element homeostazy i system ten działając we wzajemnym sprzężeniu, utrzymuje równowagę hormonalną organizmu.

## Kontrowersje w sprawie definicji
Od czasu odkrycia pierwszych hormonów, pojęcie to dość znacznie się rozmyło. Nie ma już tak ściśle ustalonych substancji hormonalnych, odkryto substancje działające parakrynnie i autokrynnie, to znaczy na okoliczne tkanki lub na tkanki w miejscu wytwarzania. Hormony należą do różnych klas związków chemicznych i nie zawsze są wytwarzane przez gruczoł, wystarczy tkanka lub grupa wyspecjalizowanych komórek. Zatarł się też podział na witaminy i hormony – aktywną postać witaminy D3 (1,25-dihydroksycholekalcyferol), można uznać za hormon, a jej produkcja przebiega kolejno w skórze, wątrobie i nerkach.

## Gruczoły dokrewne i ich hormony (u człowieka)

### podwzgórze
- tyreoliberyna (TRH)
- gonadoliberyna (GnRH)
- somatoliberyna (GHRH)
- kortykoliberyna (CRH)
- somatostatyna (GIH)
- prolaktostatyna inaczej dopamina (PIH)
- melanostatyna
- wazopresyna
- oksytocyna

### przysadka mózgowa: płat przedni (adenohypophysis)
- somatotropina (GH), (STH), hormon wzrostu.
- prolaktyna (PRL)
- hormon adrenokortykotropowy (ACTH)
- hormon tyreotropowy (TSH)
- hormon folikulotropowy (FSH)
- hormon luteinizujący (LH)
- hormon lipotropowy (LPH)

### przysadka mózgowa: płat tylny (neurohypophysis)
Płat tylny – nerwowy przysadki nie produkuje hormonów, jedynie gromadzi hormony wyprodukowane w podwzgórzu:
- oksytocynę
- wazopresynę (hormon antydiuretyczny, ADH, VP)

### szyszynka
- melatonina (zegar biologiczny)

### gruczoł tarczowy
Hormony tarczycy:
- tyroksyna (T4)
- trójjodotyronina (T3)
- kalcytonina

### gruczoły przytarczyczne
- parathormon (PTH)

### serce– przedsionki
- przedsionkowy peptyd natriuretyczny (ANP)

### wątroba
- Insulinopodobny czynnik wzrostu (IGF)
- angiotensynogen
- trombopoetyna

### trzustka (wyspy Langerhansa)
- insulina (regulacja stężenia glukozy we krwi)
- glukagon (regulacja stężenia glukozy we krwi)
- somatostatyna
- polipeptyd trzustkowy

### nadnercza: kora nadnerczy
- glikokortykoidy
- mineralokortykoidy
- Androgeny
- dehydroepiandrosteron
- kortyzol
- kortykosteron

### nadnercza: rdzeń nadnerczy
- adrenalina (epinefryna)
- noradrenalina (norepinefryna)

### nerki
- erytropoetyna (EPO)
- kalcytriol

### tkanka tłuszczowa
- leptyna

### jądra
- Androgeny
  - testosteron (reguluje aktywność gruczołów płciowych)

### jajniki
- estrogeny (regulują aktywność gruczołów płciowych):
  - estron
  - estradiol
  - estriol

- progesteron
- relaksyna

### łożysko
- progesteron
- gonadotropina kosmówkowa (HCG)
- estriol
- testosteron
- laktogen łożyskowy

### grasica
- tymozyna
- tymopoetyna
- tymulina

### jądra szwu
- serotonina

### żołądek
- grelina

### jelito cienkie
- peptyd YY